# Campeonato Mundial de Esgrima de 1967
El XXXV Campeonato Mundial de Esgrima se celebró en Montreal (Canadá) entre el 5 y el 16 de julio de 1967 bajo la organización de la Federación Internacional de Esgrima (FIE) y la Federación Canadiense de Esgrima.

## Medallistas

### Masculino
| Evento              | Oro                                                                                    | Plata                                                                                   | Bronce                                                                                      |
| ------------------- | -------------------------------------------------------------------------------------- | --------------------------------------------------------------------------------------- | ------------------------------------------------------------------------------------------- |
| Florete individual  | Viktor Putiatin URSS                                                                   | Jenő Kamuti · Hungría                                                                   | Bernard Talvard Francia                                                                     |
| Florete por equipos | Ion Drîmbă Mihai Țiu Tănase Mureșanu Iuliu Falb Ștefan Ardeleanu Rumania               | Mark Midler Viktor Putiatin Leonid Romanov Yuri Sharov Guerman Sveshnikov URSS          | Egon Franke · Adam Lisewski · Ryszard Parulski · Zbigniew Skrudlik · Witold Woyda · Polonia |
| Espada individual   | Alekséi Nikanchikov URSS                                                               | Grigori Kriss URSS                                                                      | Rudolf Trost · Austria                                                                      |
| Espada por equipos  | Alekséi Nikanchikov Grigori Kriss Viktor Modzolevski Guram Kostava Iosif Vitebski URSS | Jean-Pierre Allemand Yves Boissier Claude Bourquard Jacques Brodin Yves Dreyfus Francia | Pál Nagy · Csaba Fenyvesi · Győző Kulcsár · Zoltán Nemere · Pál Schmitt · Hungría           |
| Sable individual    | Mark Rakita URSS                                                                       | Jerzy Pawłowski · Polonia                                                               | Tibor Pézsa · Hungría                                                                       |
| Sable por equipos   | Mark Rakita Vladimir Nazlymov Umiar Mavlijanov Boris Melnikov Eduard Vinokurov URSS    | Péter Bakonyi · Attila Kovács · Tamás Kovács · Miklós Meszéna · Tibor Pézsa · Hungría   | Claude Arabo Jean Ramez Serge Panizza Marcel Parent Bernard Vallée Francia                  |

### Femenino
| Evento              | Oro                                                                                                  | Plata                                                                                               | Bronce                                                                                |
| ------------------- | --- | --------------------------------------------------------------------------------------------------- | ------------------------------------------------------------------------------------- |
| Florete individual  | Alexandra Zabelina URSS                                                                              | Antonella Ragno · Italia                                                                            | Ildikó Bóbis · Hungría                                                                |
| Florete por equipos | Ildikó Bóbis · Ildikó Rejtő · Mária Gulácsy · Lídia Sákovics-Dömölky · Katalin Juhász-Nagy · Hungría | Galina Gorojova Nadezhda Kondratieva Valentina Rastvorova Tatiana Samusenko Alexandra Zabelina URSS | Ileana Drîmbă Ana Ene-Derșidan Ecaterina Stahl Marina Stanca Olga Szabó-Orbán Rumania |

## Medallero
| Núm. | País    | Oro | Plata | Bronce | Total |
| ---- | ------- | --- | ----- | ------ | ----- |
| 1    | URSS    | 6   | 3     | 0      | 9     |
| 2    | Hungría | 1   | 2     | 3      | 6     |
| 3    | Rumania | 1   | 0     | 1      | 2     |
| 4    | Francia | 0   | 1     | 2      | 3     |
| 5    | Polonia | 0   | 1     | 1      | 2     |
| 6    | Italia  | 0   | 1     | 0      | 1     |
| 7    | Austria | 0   | 0     | 1      | 1     |
|      | TOTAL   | 8   | 8     | 8      | 24    |